# 日本オートマチックマシン
日本オートマチックマシン株式会社（英表記"JAPAN AUTOMATIC MACHINE CO.,LTD."）は、東京都大田区に本社を置く日本の機械メーカー。略称のJAMはジァムと読む。

## 主な事業内容
- 自動端子圧着機および関連機器の製造販売
- 端子・コネクター・および各種電子部品の製造販売
- 精密バイスおよび各種精密補用工具の製造販売
- 精密プレス・圧着機および周辺機器の製造販売
- 各種精密機器の製造販売
- プレス順送金型・インジェクション金型の製造販売

## 沿革
- 1932年（昭和7年）- 水野製作所として創業。
- 1953年（昭和28年）- 株式会社水野製作所として設立。
- 1968年（昭和43年）- 日本オートマチックマシン株式会社に社名変更。
- 1970年（昭和45年）- 福島県原町市（現・南相馬市原町区）に原町工場を設置。
- 1971年（昭和46年）- 東京都大田区に東京営業所を設置。
- 1974年（昭和49年）- 福島県原町市（現・南相馬市原町区）に端子工場を設置。
- 1976年（昭和51年）- 本社・横浜工場を横浜市港北区新羽町に移転。
- 1977年（昭和52年）- 大阪市西区に大阪営業所を設置。
- 1978年（昭和53年）- 名古屋市名東区に名古屋営業所を設置。
- 1980年（昭和55年）- 子会社オリンパーメンテナンス株式会社（現・ジァムメンテナンス）を設立。
- 1982年（昭和57年）
  - 子会社トーヨージァムコを米国にて設立。
  - 福島県いわき市にいわき工場を設置。
  - 埼玉県熊谷市に関東営業所を設置し、東京営業所を閉鎖。
- 1983年（昭和58年）
  - 資本金を8,000万円に増資。
  - 本社及びオリンパーメンテナンスを東京都大田区下丸子に移転。
- 1984年（昭和59年）
  - 資本金を9,600万円に増資。
  - 名古屋市名東区に名古屋支店（現・名古屋ステーション）を移転。
  - 大阪市西区に大阪支店（現・大阪ステーション）を移転。
  - 横浜市港北区樽町に横浜工場を移転。
- 1985年（昭和60年）
  - 資本金を2億4,000万円、その後、5億2,000万円に増資。
  - 福島県原町市（現・南相馬市原町区）に端子工場を移転。
- 1986年（昭和61年）- 子会社・日本コネシス株式会社（現・ジァム販売）を設立。
- 1990年（平成2年）
  - 資本金を18億2,000万円に増資。
  - 福岡市中央区に福岡営業所を設置。
  - 関東営業所を熊谷支店に昇格。
- 1991年（平成3年）
  - 埼玉県熊谷市榎町に熊谷支店を新築し移転。
  - 長野県松本市に松本営業所を設置。
- 1994年（平成6年）- 福岡営業所（現・福岡ステーション）を福岡市博多区に移転。
- 1995年（平成7年）- 合弁会社J.A.M.シンガポールをシンガポール国に設立。
- 1996年（平成8年）- 端子工場にてISO 9001認証を取得。
- 1997年（平成9年）
  - トーヨージァムコの子会社TOYOJAMCO S.A.DE C.V.をメキシコ合衆国に設立。
  - 原町工場にてISO 9001認証を取得。
- 1998年（平成10年）- 横浜工場にてISO 9001認証を取得。
- 2000年（平成12年）
  - 香港特別行政区に子会社J.A.M.香港を設立。
  - 米国にトーヨージァムコの子会社U-TIER LTD.を設立
  - 端子工場、原町工場、横浜工場にてISO 14001認証をそれぞれ取得。
- 2001年（平成13年）- 熊谷支店を熊谷営業所に改称。
- 2002年（平成14年）
  - 松本営業所、TOYOJAMCO S.A.DE C.V.をそれぞれ閉鎖。
  - トーヨージァムコが同社子会社であるU-TIER LTD.を吸収合併。
- 2003年（平成15年）
  - 中華人民共和国に子会社・J.A.M.貿易（深圳）を設立。
  - 本社にてISO 9001認証を取得。
  - タイに子会社J.A.M.タイランドを設立。
- 2004年（平成16年）- 中華人民共和国に子会社J.A.M.科技電子（恵州）を設立。
- 2005年（平成17年）- J.A.M.科技電子（恵州）がISO 14001認証を取得。
- 2006年（平成18年）- 本社がISO 14001認証を取得。
- 2007年（平成19年）- ISO 9001を全社統合。
- 2008年（平成20年）- ISO 14001を全社統合。
- 2009年（平成21年）
  - 子会社であるジァム販売を吸収合併。
  - 子会社であるジァムメンテナンスを吸収合併。
- 2011年（平成23年）- 名古屋営業所を名古屋STに統合
- 2012年（平成24年）- 中華人民共和国にて子会社・J.A.M.上海を設立。
- 2013年（平成25年）- タイ国に子会社・J.A.M.テクノロジータイランドを設立。
- 2014年（平成26年）- 福島県の立地補助金指定企業に採択される。

## 関連企業
- 海外
  - TOYOJAMCO, LTD.（アメリカ）
  - JAPAN AUTOMATIC MACHINE SINGAPORE PTE, LTD.（合弁会社・シンガポール）
  - JAPAN AUTOMATIC MACHINE (THAILAND) CO.,LTD.（タイ）
  - JAPAN AUTOMATIC MACHINE HONG KONG, LTD.（中国）
  - JAPAN AUTOMATIC MACHINE TRADING (SHENZHEN) LTD.（中国・深圳市）
  - JAPAN AUTOMATIC MACHINE TECHNOLOGY (HUIZHOU) .LED.（中国）
  - JAPAN AUTOMATIC MACHINE TRADING (SHENZHEN) LTD.（中国・蘇州）
  - J.A.M. TECHNOLOGY (HUIZHOU) LTD.（中国）
  - JAPAN AUTOMATIC MACHINE (SHANGHAI) TRADING LTD.（中国）
  - J.A.M. TECHNOLOGY (THAILAND) CO.,LTD.（タイ）
  - J.A.M. EUROPE AG（スイス）
  - JAMIND Technologies Pvt. Ltd.（インド）